# Kocaoğlu
Kocaoğlu ist ein ursprünglich patronymisch gebildeter türkischer Familienname mit der Bedeutung „Sohn (-oğlu) des Koca“.

## Namensträger
- Aziz Kocaoğlu (* 1948), türkischer Politiker
- Fırat Kocaoğlu (* 1988), türkischer Fußballtorwart
- Kamil Kocaoğlu, türkischer Ringer
- Polat Kocaoğlu (* 1979), türkischer Basketballspieler
- Rıza Kocaoğlu (* 1979), türkischer Schauspieler